# Tesuque, New Mexico
Tesuque, New Mexico (енгл. Tesuque) насељено је место без административног статуса у америчкој савезној држави Њу Мексико.

## Демографија
По попису из 2010. године број становника је 925, што је 16 (1,8%) становника више него 2000. године.
| Група             | 2000.       | 2010.       |
| Белци             | 550 (60,5%) | 643 (69,5%) |
| Афроамериканци    | 4 (0,4%)    | 3 (0,3%)    |
| Азијати           | 7 (0,8%)    | 7 (0,8%)    |
| Хиспаноамериканци | 324 (35,6%) | 252 (27,2%) |
| Укупно            | 909         | 925         |